# 올챙이솔
올챙이솔은 자라풀과의 한해살이풀로 학명은 Blyxa japonica이다.

## 변종
- B. j. var. japonica
- B. j. var. recurvifolia

## 분포
한국·중국·일본 등지에 분포하는 한해살이풀이다.

## 특징
높이는 8-30cm로 도랑이나 무논 등의 얕은 물에 잠겨서 자란다. 대부분은 줄기가 두 가닥씩 갈라진다. 잎은 잎자루가 없고 길이 5cm 정도이다. 꽃은 여름부터 가을에 걸쳐 잎겨드랑이에서 수면으로 나와 피며, 양성화이다. 꽃받침조각 3개, 꽃잎 3개, 수술 3개이며, 암술대는 셋으로 갈라진다. 열매 길이는 3cm 정도이다.